# Левкова-Ламм, Инесса Ефимовна
Ине́сса Ефи́мовна Левкова-Ламм (англ. Inessa Levkova-Lamm, урождённая Левкова) — советский и американский искусствовед, художественный критик, современная художница. Жена художника Леонида Ламма.

## Биография
Жена художника Леонида Ламма (1928—2017). В 1973 году Ламм подал документы на выезд с семьёй из СССР, но в результате ложного обвинения был осуждён на три года (находился в заключении в Бутырской тюрьме, Институте психиатрии имени В. П. Сербского, тюремном лагере под Ростовом-на-Дону). В 1982 году семья с дочерью эмигрировала в США.

## «Лицо квадрата. Мистерии Казимира Малевича»

Обложка книги «Лицо квадрата. Мистерии Казимира Малевича». 2004

В 2004 году Инесса Левкова-Ламм опубликовала в Москве книгу «Лицо квадрата. Мистерии Казимира Малевича», в которой рассматривала Малевича как «яркого художника-полемиста-мистификатора, привязанного к созданию мистерий». Книга представляет собой демистификацию творчества основателя супрематизма и в значительной мере опирается на литературоведческую теорию Михаила Бахтина.

## Выставки
- 2005 — «Колесо фортуны» (совместно с Леонидом Ламмом)[1]

## Местонахождение произведений
- Государственный центр современного искусства (Москва) (видео-работа «Колесо фортуны», совместно с Леонидом Ламмом)[4]